# Bukovik (Prijepolje)
Bukovik (Servisch cyrillisch Буковик) is een plaats in de Servische gemeente Prijepolje. De plaats telt 107 inwoners (2002).